# Israel Epstein

Israel Epstein

Israel Epstein (chiń. 伊斯雷尔·爱泼斯坦; pinyin Yīsīléi’ěr Àipōsītǎn; ur. 20 kwietnia 1915 w Warszawie, zm. 26 maja 2005 w Pekinie) – chiński dziennikarz pochodzenia żydowskiego, członek Stałego Komitetu Narodowego Ludowej Politycznej Konferencji Konsultacyjnej Chin.

## Życiorys
Jako 2-latek znalazł się wraz z rodzicami w Chinach. Dzieciństwo spędził w Tianjinie; pracował jako dziennikarz dla amerykańskiej agencji prasowej w okresie chińskiej wojny domowej w latach 30. XX wieku, przeprowadzał wówczas wywiady z przywódcami komunistycznymi, m.in. Mao Zedongiem i Zhou Enlaiem. Po powstaniu ChRL pracował dla rządu komunistycznego jako propagandysta, jeden z czołowych tzw. zagranicznych ekspertów; był m.in. redaktorem naczelnym miesięcznika „China Reconstructs” (obecnie „China Today”). W 1957 otrzymał obywatelstwo chińskie. W czasie rewolucji kulturalnej był więziony przez 5 lat w więzieniu Qincheng na północ od Pekinu.
W 1983 został powołany w skład Stałego Komitetu Ludowej Politycznej Konferencji Konsultatywnej Chin (organu doradczego). Opublikował kilka książek poświęconych współczesnym Chinom, przedstawiającym je z punktu widzenia propagandy komunistycznych władz, m.in. From Opium War to Liberation, The People’s War, The Unfinished Revolution in China, Tibet Transformed.
Nazywany w oficjalnych komunikatach „prawdziwym, wieloletnim przyjacielem narodu chińskiego”, z okazji 90. urodzin został w kwietniu 2005 przyjęty przez przewodniczącego ChRL Hu Jintao.